# Faiava Lasi
Faiava Lasi – niewielka wyspa położona na Oceanie Spokojnym, w archipelagu Tuvalu, we wschodniej części atolu Nukufetau.